# ラストツアー
『ラストツアー』（原題:The Last Laugh）は2019年に配信されたアメリカ合衆国のコメディ映画である。監督はグレッグ・プリティキン、主演はリチャード・ドレイファスが務めた。

## ストーリー
50年前にコメディアンを引退してからというもの、バディ・グリーンはスポットライトとは無縁の生活を送っていた。そんなある日、かつてのマネージャー、アルがバディと同じ老人ホームに入居することになった。ほどなくして、アルは退屈な暮らしにうんざりし、バディにコメディアンに復帰するよう焚きつけた。そして、2人で最後の全米ツアーを敢行することにしたのである。

## キャスト
※括弧内は吹き替え声優
- バディ・グリーン：リチャード・ドレイファス（岩崎ひろし）
- アル・ハート：チェビー・チェイス（玉野井直樹）
- ドリス・ラヴジョイ：アンディ・マクダウェル（石塚理恵）
- マックス・ベッカー：ルイス・ブラック（佐々健太）
- ジニー：ケイト・マイカッチ（引坂理絵）
- チャーリー・グリーン：クリス・パーネル（江川大輔）
- ジョニー・サンシャイン：ジョージ・ウォレス（木村雅史）
- ジンボ：リチャード・カインド
- パレス・コミック：クリス・フレミング

## 製作・マーケティング
2017年9月25日、リチャード・ドレイファス、チェビー・チェイス、アンディ・マクダウェルの起用が発表された。同日、本作の主要撮影がルイジアナ州のニューオーリンズで始まった。2018年12月28日、本作のオフィシャル・トレイラーが公開された。

## 評価
本作に対する批評家の評価は平凡なものに留まっている。映画批評集積サイトのRotten Tomatoesには15件のレビューがあり、批評家支持率は53%、平均点は10点満点で5.38点となっている。サイト側による批評家の見解の要約は「チェビー・チェイスとリチャード・ドレイファスの掛け合いを見るのは楽しい。しかし、彼らの力を以てしても、『ラストツアー』の凡庸さはどうにもならなかった。同作には彼らのポテンシャルを活かせるネタが1つもない」となっている。また、Metacriticには4件のレビューがあり、加重平均値は31/100となっている。